# Колосова
Колосова́ — село в Україні, у Кременецькій міській громаді Кременецького району Тернопільської області. Розташоване в центрі району. До 2020 — центр сільської ради, якій були підпорядковані села Двірець і Рудка. З облікових даних виключений хутір Червона у зв'язку з переселенням жителів.
Населення — 419 осіб (2003).

## Історія
Перша писемна згадка — 1545.
У переліку замкових сіл та людей при Кременецькому замку (дані за люстраціями 1542, 1545, 1552 рр): -Колосова (8 тяглих, 4 путніх; те ж;);
1583 належало Ф. Ласці.
12 червня 2020 року, відповідно до розпорядження Кабінету Міністрів України № 724-р «Про визначення адміністративних центрів та затвердження територій територіальних громад Тернопільської області», увійшло до складу Кременецької міської громади.
19 липня 2020 року, в результаті адміністративно-територіальної реформи та ліквідації Кременецького (1940-2020) району, село увійшло до складу новоутвореного Кременецького району.

## Населення
За даними перепису населення 2001 року мовний склад населення села був таким:
| Мова       | Число ос. | Відсоток |
| ---------- | --------- | -------- |
| українська |           | 100 %    |
|            |           |          |

## Релігія
Є церква Івана Богослова (1990). На початку вересня 2015 року розпорядженням голови Тернопільської ОДА статут місцевої громади УПЦ МП перереєстрували на статут громади УПЦ КП, ліквідувавши громаду УПЦ МП. Прихильники двох конфесій не змогли домовитись про почергові богослужіння в храмі.
Віряни московського патріархату оскаржили дії обласної влади в Кременецькому районному суді, який скасував почерговість користування церквою, яку затвердили в ТОДА. Апелювати це рішення віряни Київського патріархату приїхали до Тернополю, однак у суді почергового богослужіння вони не добилися, бо прихильники УПЦ МП відмовилися йти на компроміс.
2 червня 2016 року Львівський апеляційний адмінсуд визнав законним розпорядження голови Тернопільської ОДА щодо перереєстрації статуту УПЦ (МП) на статут УПЦ КП. Після набуття цим рішенням законної сили прихильники УПЦ КП намагалися відстояти свої права на храм, у чому їм заважали віряни УПЦ МП.
23 листопада 2016 року ухвалою Вищого спеціалізованого суду України з розгляду цивільних і кримінальних справ за скаргою релігійної громади УПЦ (МП) проти Тернопільської ОДА було скасоване рішення Апеляційного суду Тернопільської області. Справу за позовом прихильників УПЦ (МП) проти скасування їхньої громади, повернули на повторний розгляд.
Прихильники УПЦ (МП), не маючи статусу юридичної особи, почали будівництво нового храму на приватній території та звершують богослужіння в облаштованому житловому будинку. Новий храм був збудований весною 2018 року, віряни УПЦ (МП) розпочали готувати його до освячення.

## Пам'ятки
Споруджено пам'ятник полеглим у німецько-радянській війні воїнам-односельцям (1985, скульптор С. Соколов).

## Соціальна сфера
Діють загальноосвітня школа І-ІІ ступенів, Будинок культури, бібліотека, фельдшерсько-акушерський пункт, 2 торговельні заклади, тік, тракторна бригада.

## Відомі люди

### Народилися
- Іван Вихованець — вчений-мовознавець.
- Петро Грицюк — доктор економічних наук.

## Галерея

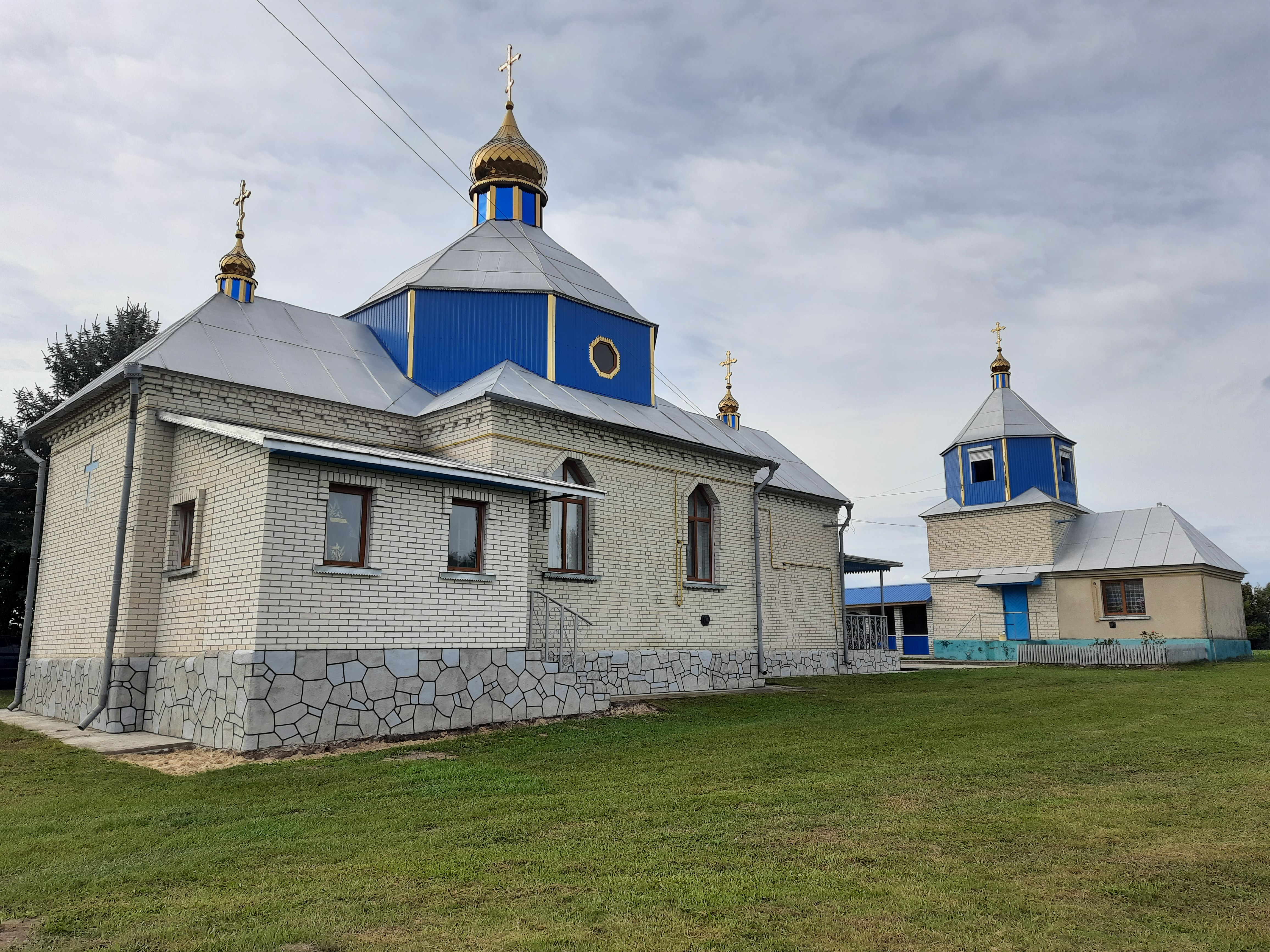
Церква Івана Богослова . ПЦУ
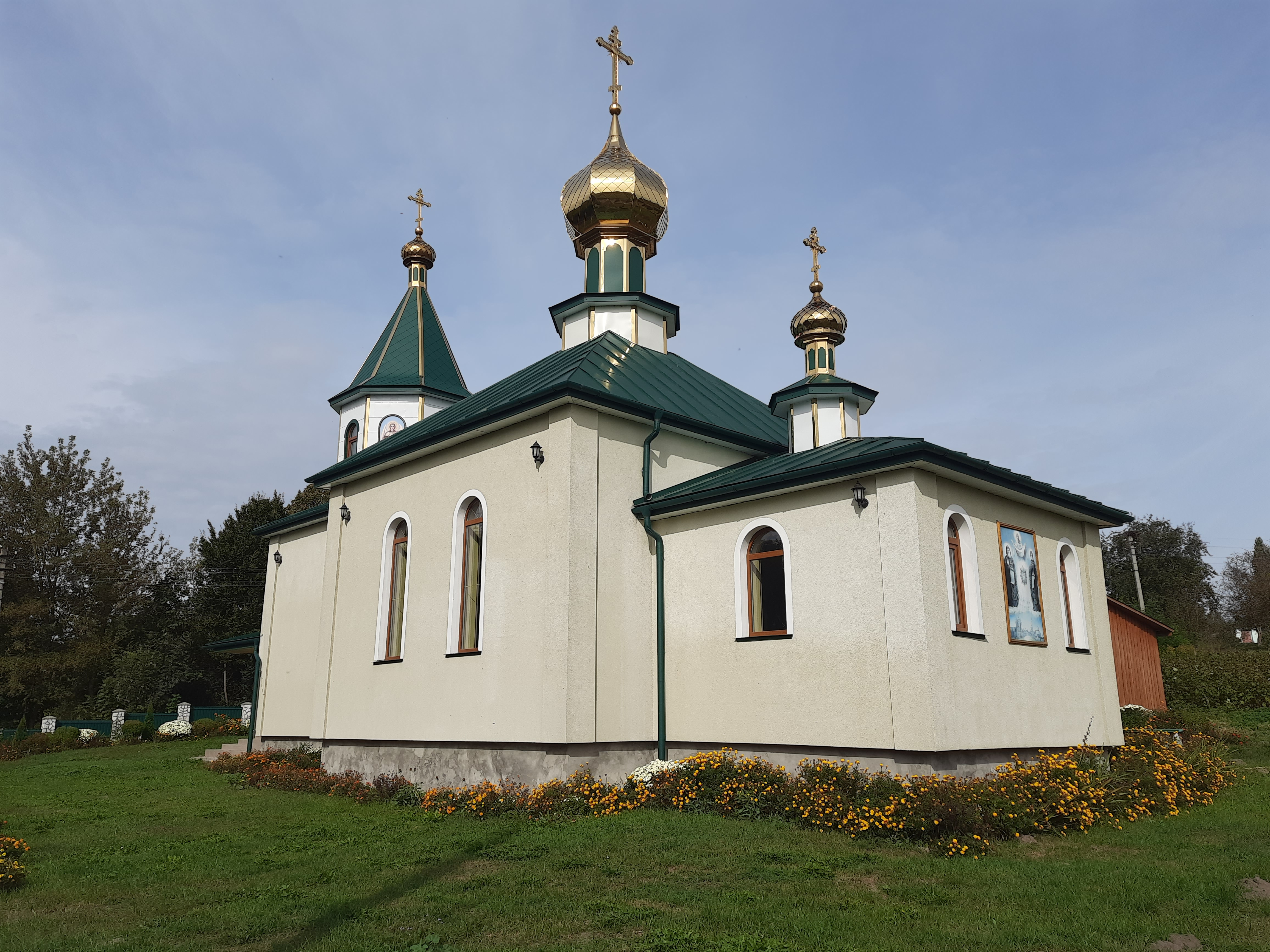
Церква Івана Богослова . УПЦ
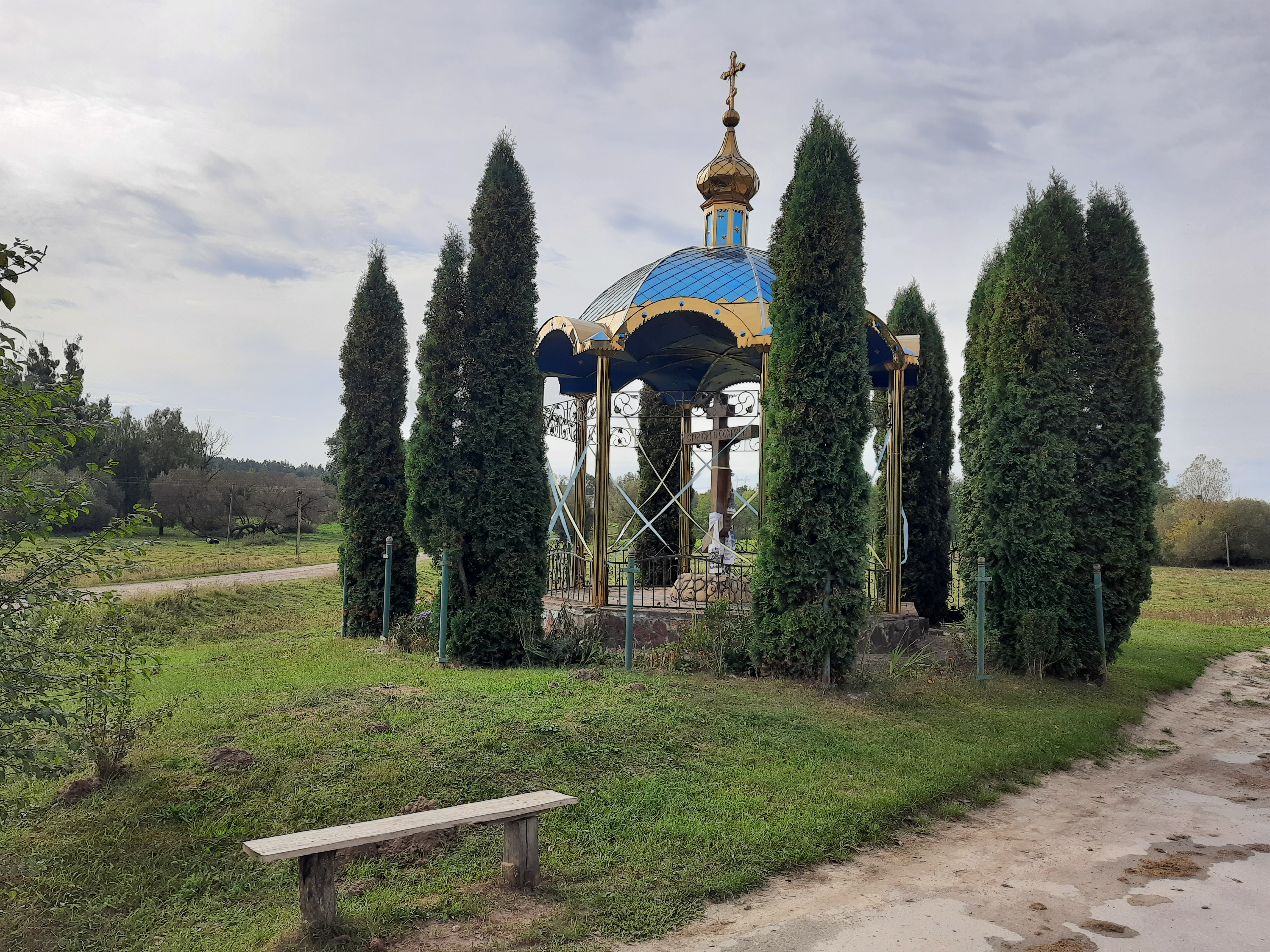
Капличка
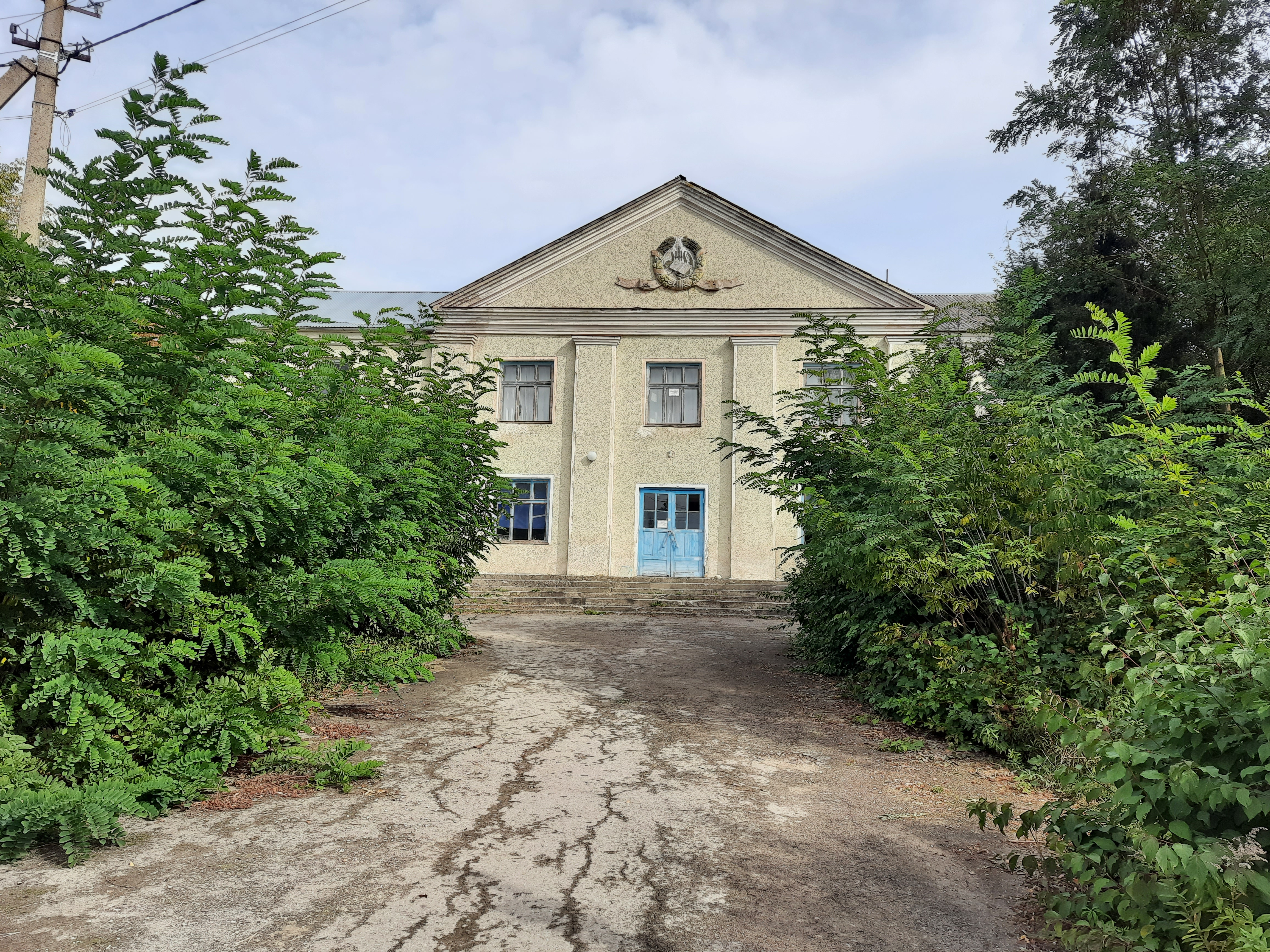
Будинок культури